# 2024년 하계 올림픽 모리셔스 선수단
모리셔스는 2024년 7월 26일부터 8월 11일까지 파리에서 열리는 2024년 하계 올림픽에 출전했다. 이번 하계 올림픽은 1984년 공식 데뷔 이후 11회 연속 하계 올림픽 출전이 된다.

## 출전 선수
| 종목         | 남자 | 여자 | 전체 |
| ------------ | ---- | ---- | ---- |
| 육상         | 1    | 1    | 2    |
| 배드민턴     | 1    | 1    | 2    |
| 사이클       | 1    | 2    | 3    |
| 유도         | 1    | 0    | 1    |
| 요트         | 1    | 1    | 2    |
| 수영         | 1    | 1    | 2    |
| 트라이애슬론 | 1    | 0    | 1    |
| 전체         | 7    | 6    | 13   |

## 매달 집계
| 종목 | 1 | 2 | 3 | 합계 |
| 종목 | ' | ' | ' | '    |
| 종목 | ' | ' | ' | '    |
| 종목 | ' | ' | ' | '    |
| 합계 | ' | ' | ' | '    |

## 같이 보기
- 2024년 하계 올림픽